# Uwer (Fluss)
Die Uwer (russisch У́верь) ist ein rechter Nebenfluss der Msta in der russischen Oblast Nowgorod.
Die Uwer hat ihren Ursprung in dem 6,4 km² großen See Koroboscha. Sie verlässt diesen an dessen südlichem Ende. Die Uwer fließt in überwiegend südlicher Richtung durch die Rajons Moschenski und Borowitschski. Dabei passiert sie den Ort Moschenskoje. Die wichtigsten Nebenflüsse der Uwer sind Radol und Sescha, beide von links. Schließlich mündet der Fluss etwa 40 km östlich der Stadt Borowitschi in die Msta.
Die Uwer hat eine Länge von 90 km. Sie entwässert ein Areal von 3930 km².